# Jörg Jarnut

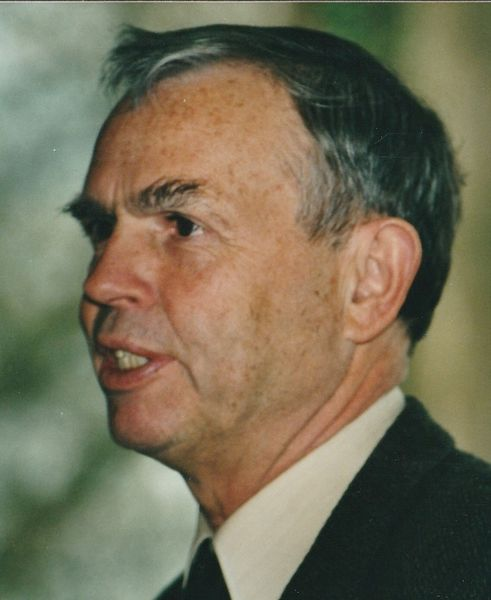
Jörg Jarnut, aufgenommen 2002 von Werner Maleczek

Jörg Jarnut (* 1. März 1942 in Weimar; † 6. März 2023 in Lippstadt) war ein deutscher Historiker. Er war von 1983 bis 2007 Professor für Mittelalterliche Geschichte an der Universität Paderborn. Seine Forschungstätigkeit machte ihn in der Fachwelt zu einem ausgewiesenen Spezialisten für die Geschichte der Langobarden sowie der Merowinger- und Karolingerzeit.

## Leben
Der in Weimar geborene Jörg Jarnut wuchs im Rheinland auf. Jarnut legte 1962 das Abitur am Gymnasium Bonn ab. Er studierte von 1962 bis 1967 Geschichte und Germanistik an den Universitäten Bonn, Caen und Perugia. Er legte 1967 das Staatsexamen ab. Jarnut war 1968 Praktikant am Goethe-Institut in München. Sein wichtigster akademischer Lehrer wurde Eugen Ewig, der sein Interesse am Frühmittelalter weckte. Jarnut wurde 1970 an der Universität Bonn bei Ewig mit der Arbeit Prosopographische und sozialgeschichtliche Studien zum Langobardenreich in Italien (568–774) promoviert. Die Arbeit wurde von der Gesellschaft der Freunde und Förderer der Universität Bonn mit einem Preis ausgezeichnet. Von 1970 bis 1973 absolvierte er einen Italienaufenthalt. Er war 1973/74 wissenschaftlicher Angestellter der UB Bonn und von 1974/75 wissenschaftlicher Angestellter der "Vereinigung zur Erforschung der Neueren Geschichte e. V." in Bonn. Von 1975 bis 1983 war er wissenschaftlicher Assistent am Seminar für Geschichte der Abteilung Aachen der PH Rheinland. Im Jahr 1977 folgte mit der von Ewig betreuten Arbeit über die Verfassungs-, Sozial- und Wirtschaftsgeschichte Bergamos von 568 bis 1098 die Habilitation an der Universität Bonn. Im Jahr 1980 wurde er ebendort außerplanmäßiger Professor.
Er wurde 1983 an die Universität Paderborn berufen. Einen Ruf an die Universität/GHS Wuppertal lehnte er zuvor ab. Von 1983 bis 2007 war Jarnut Inhaber des Lehrstuhls für Mittelalterliche Geschichte an der Universität Paderborn. Von 1986 bis 1987 war er Dekan des Fachbereichs I. An der Universität Paderborn war er von 2003 bis 2007 Prorektor für Planung und Finanzen. Dem Mediävistenverband trat er schon bald nach dessen Gründung (1983) bei. Ab März 1987 gehörte er für zwei Jahre als Vertreter des nächsten Tagungsortes dem Präsidium des Verbands. Von 1989 bis 1995 war Vizepräsident des Verbandes. Das 1989 wesentlich von ihm selbst organisierte Paderborner Symposium zum Thema Feste und Feiern im Mittelalter gehörte zu den größten der vierzigjährigen Verbandsgeschichte. Jarnut war einer der Direktoren des im Jahre 2000 gegründeten Instituts zur Interdisziplinären Erforschung des Mittelalters und seines Nachlebens (IEMAN) an der Universität Paderborn. Er war ordentliches Mitglied in der Historischen Kommission für Westfalen (ab 1999) und korrespondierendes Mitglied der Reial Acadèmia de Bones Lletres de Barcelona. In Paderborn organisierte Jarnut jedes Semester eine gemeinsame Vortragsveranstaltung mit dem Altertumsverein Paderborn. Damit sollten aktuelle Forschungen über die mittelalterliche Vergangenheit der Stadt Paderborn einer breiteren Öffentlichkeit vorgestellt werden. Sein Lehrstuhlnachfolger in Paderborn wurde 2008 Hermann Kamp. Jarnut verstarb im Alter von 81 Jahren am 6. März 2023. Er wurde auf dem Friedhof in Bad Waldliesborn beigesetzt.

## Forschungsschwerpunkte
Sein Arbeits- und Forschungsschwerpunkt war die europäische Geschichte des Frühmittelalters. Einige wenige Beiträge widmen sich auch dem Hoch- und Spätmittelalter. Vor allem arbeitete er zur Geschichte der Langobarden, des hochmittelalterlichen Italiens, der Karolingerzeit und über die Namengebung der frühmittelalterlichen Völker sowie die Probleme ihrer Ethnogenese.
Im Gegensatz zum allgemeinen Forschungstrend der siebziger und achtziger Jahre beleuchtete er den Aufstieg der frühen Karolinger auch kritisch. Er untersuchte weitere Familien, die für den Aufstieg im westlichen Europa von Bedeutung waren. Den Agilolfingern widmete er 1986 eine monographische Darstellung. Anlässlich des 1250. Todestages von Karl Martell war Jarnut mit Ulrich Nonn und Michael Richter einer der Herausgeber eines 1994 veröffentlichten Sammelbandes, der auf eine international besetzte Tagung in Bad Homburg aus dem Jahr 1991 zurückgeht. Karls Zeit deuteten die Herausgeber im Vorwort „als eine Schlüsselepoche der fränkischen Geschichte – zwischen Dekadenz der merowingischen Königsmacht und Aufstieg der arnulfingischen Hausmeier, zwischen Verfall kirchlichen Lebens und bonifatianischer Reform, zwischen akuter Gefährdung der Grenzen und kräftigem Ausgriff über die Grenzen hinaus“. Das Ergebnis der Tagung war eine Revision der bisherigen Vorstellung vom 8. Jahrhundert und vom Aufstieg der Karolinger zur alleinigen Herrschaft im Frankenreich.
Gemeinsam mit Matthias Becher veranstaltete Jarnut im April 2002 eine Tagung in Bonn über die Vorgänge, die vor 1250 Jahren zur Ablösung des letzten Merowingers durch König Pippin führten. Die Beiträge über den Dynastiewechsel von 751 wurden 2004 veröffentlicht. Einschlägig wurde seine 1982 veröffentlichte Überblicksdarstellung über die Geschichte der Langobarden. Die Darstellung wurde 1995 ins Italienische übersetzt. Grundlegend wurde auch sein 1988 gehaltener Vortrag auf der Reichenau über die Landnahme der Langobarden in Italien aus historischer Sicht, der 1993 im Band Vorträge und Forschungen erschienen ist. Jarnut hat zu diesem Beitrag selbst weitere Ergänzungen beigesteuert.
In Paderborn organisierte er zahlreiche Tagungen zur früh- und hochmittelalterlichen Geschichte. Eng kooperierte er mit den Paderborner Museen und der Stadtarchäologie. Die große Canossa-Ausstellung, die vom Museum in der Kaiserpfalz, dem Diözesanmuseum und dem Stadtmuseum gemeinsam 2006 durchgeführt wurde, bereitete Jarnut mit einer großen Tagung vor. Das von Jarnut mitbegründete Institut (IEMAN) organisierte regelmäßig Tagungen, deren Ergebnisse in einer eigenen Reihe des Instituts erschienen. Die erste von Jarnut und Hans-Werner Goetz ausgerichtete Tagung befasste sich mit den künftigen Aufgaben und Möglichkeiten interdisziplinärer Mittelalterforschung im 21. Jahrhundert. Die Beiträge dazu wurden 2003 veröffentlicht. Die Tagungsakten eröffneten die MittelalterStudien, die mittlerweile über 30 Bände umfassende Reihe des Instituts. Anlässlich des tausendjährigen Jubiläums der Königinnenkrönung Kunigundes am 10. August 2002 veranstalteten der Landschaftsverband Westfalen-Lippe, das Paderborner Institut zur Interdisziplinären Erforschung des Mittelalters und seines Nachwirkens (IEMAN) und der Verein für Geschichte und Altertumskunde, Abteilung Paderborn eine Vortragsreihe. Vier Beiträge dazu wurden im fünften Band der Reihe MittelalterStudien von Jarnut mit Stefanie Dick und Matthias Wemhoff herausgegeben. Mit Wemhoff begründete er das Archäologisch-Historische-Forum als feste Tagungsreihe, die regelmäßig Archäologen und Historiker zusammenbrachte. Mit Wemhof veranstaltete er im April 2001 eine Tagung des Archäologisch-Historischen Forums in Paderborn, die aktuelle Forschungskonzepte von Erinnerung und Ritual an mittelalterlichen Grabfunde erprobte. Jarnut war wesentlich beteiligt am von der European Science Foundation von 1992 bis 1997 geförderten Projekt The Transformation of the Roman World, das sich mit der Frage nach dem Untergang oder der Kontinuität des Römischen Reiches befasste.
Er plädierte dafür, das „Germanische“ als eine analytische und wissenschaftliche Kategorie der Frühmittelalterforschung abzuschaffen. Statt nach den Germanen sollte nach den jeweiligen ethnisch dominierten Gruppen (also Vandalen, Goten, Herulern) der Spätantike und des Frühmittelalters gefragt werden. Jarnut war 1999 anlässlich des Bistumsjubiläums und der 1200. Wiederkehr des Treffens von Karl dem Großen und Papst Leo III. Herausgeber des ersten Bandes der dreibändigen Geschichte der Stadt Paderborn vom Mittelalter bis in die Gegenwart.

## Schriften (Auswahl)
Aufsatzsammlung
- Herrschaft und Ethnogenese im Frühmittelalter. Gesammelte Aufsätze. Festgabe zum 60. Geburtstag. Herausgegeben von Matthias Becher. Scriptorium, Münster 2002, ISBN 3-932610-19-9.

Monografien
- Agilolfingerstudien. Untersuchung zur Geschichte einer adligen Familie im 6. und 7. Jahrhundert (= Monographien zur Geschichte des Mittelalters. Band 32). Hiersemann, Stuttgart 1986, ISBN 3-7772-8613-3 (online).
- Geschichte der Langobarden (= Kohlhammer-Urban-Taschenbücher. Band 339). Kohlhammer, Stuttgart u. a. 1982, ISBN 3-17-007515-2 (In italienischer Sprache: Storia dei Longobardi. Traduzione di Paola Guglielmotti. Einaudi, Torino 1995, ISBN 88-06-13658-5).
- Bergamo 568–1098. Verfassungs-, Sozial- und Wirtschaftsgeschichte einer lombardischen Stadt im Mittelalter (= Vierteljahrschrift für Sozial- und Wirtschaftsgeschichte. Band 67). Steiner, Wiesbaden 1979, ISBN 3-515-02789-0 (Zugleich: Bonn, Universität, Habilitations-Schrift, 1977; in italienischer Sprache: Bergamo, 568–1098. Storia istituzionale, sociale ed economica di una città lombarda nell'alto Medioevo (= Collana di studi e fonti. Band 1). Traduzione di Gianluca Piccinini. Archivio bergamasco, Bergamo 1980).
- Prosopographische und sozialgeschichtliche Studien zum Langobardenreich in Italien (568–774) (= Bonner historische Forschungen. Band 38). Röhrscheid, Bonn 1972, ISBN 3-7928-0312-7 (Zugleich: Bonn, Universität, Dissertation, 1970).

Herausgeberschaften
- mit János M. Bak, Pierre Monnet und Bernd Schneidmüller: Gebrauch und Missbrauch des Mittelalters, 19.–21. Jahrhundert. Uses and Abuses of the Middle Ages, 19th–21 st Century. Usages and Mésusages du Moyen Age du XIXe auXXIe siècle (= MittelalterStudien. Band 21). Fink, München 2009, ISBN 978-3-7705-4701-2.
- mit Matthias Wemhoff: Vom Umbruch zur Erneuerung? Das 11. und beginnende 12. Jahrhundert – Positionen der Forschung. Historischer Begleitband zur Ausstellung „Canossa 1077, Erschütterung der Welt. Geschichte, Kunst und Kultur am Aufgang der Romanik“ (= MittelalterStudien des Instituts zur Interdisziplinären Erforschung des Mittelalters und seines Nachwirkens, Paderborn. Band 13). Fink, Paderborn u. a. 2006, ISBN 3-7705-4282-7.
- mit Matthias Becher: Der Dynastiewechsel von 751. Vorgeschichte, Legitimationsstrategien und Erinnerung. Scriptorium, Münster 2004, ISBN 3-932610-34-2.
- mit Matthias Wemhoff: Erinnerungskultur im Bestattungsritual. Archäologisch-historisches Forum (= MittelalterStudien des Instituts zur Interdisziplinären Erforschung des Mittelalters und seines Nachwirkens, Paderborn. Band 3). Fink, Paderborn u. a. 2003, ISBN 3-7705-3861-7 (Digitalisat).
- mit Stefanie Dick, Matthias Wemhoff: Kunigunde – consors regni. Vortragsreihe zum tausendjährigen Jubiläum der Krönung Kunigundes in Paderborn (= MittelalterStudien des Instituts zur Interdisziplinären Erforschung des Mittelalters und seines Nachwirkens, Paderborn. Band 5). Fink, München 2004, ISBN 3-7705-3923-0 (Digitalisat).
- mit Hans-Werner Goetz: Mediävistik im 21. Jahrhundert. Stand und Perspektiven der internationalen und interdisziplinären Mittelalterforschung (= MittelalterStudien des Instituts zur Interdisziplinären Erforschung des Mittelalters und seines Nachwirkens. Band 1). Fink, München 2003, ISBN 3-7705-3888-9.
- mit Peter Johanek: Die Frühgeschichte der europäischen Stadt im 11. Jahrhundert (= Städteforschung. Reihe A: Darstellungen. Band 43). Böhlau, Köln u. a. 1998, ISBN 3-412-06796-2.
- mit Ulrich Nonn und Michael Richter: Karl Martell in seiner Zeit (= Beihefte der Francia. Band 37). Thorbecke, Sigmaringen 1994, ISBN 3-7995-7337-2 (Digitalisat).
- mit Detlef Altenburg und Hans-Hugo Steinhoff: Feste und Feiern im Mittelalter. Paderborner Symposion des Mediävistenverbandes. Thorbecke, Sigmaringen 1991, ISBN 978-3-7995-5402-2